# Sisymbrium polymorphum
Sisymbrium polymorphum är en korsblommig växtart som först beskrevs av Johan Andreas Murray, och fick sitt nu gällande namn av Albrecht Wilhelm Roth. Sisymbrium polymorphum ingår i släktet gatsenaper, och familjen korsblommiga växter. Inga underarter finns listade i Catalogue of Life.